# Fertilia
Fertilia (IPA: /ferˈtilja/) è una frazione di 966 abitanti del comune di Alghero (da cui dista circa 6 km), nelle cui vicinanze è ubicato l'omonimo aeroporto.

## Storia
La trasformazione del territorio paludoso della Nurra inizia già verso la fine dell'Ottocento con la bonifica della laguna costiera del Calich grazie all'opera dei detenuti del vicino carcere di Alghero e della colonia penale di Cuguttu. L'opera prosegue nel 1927 con la costruzione del Villaggio Calik su progetto di Pier Luigi Carloni.
Il borgo di Fertilia nasce ufficialmente l'8 marzo 1936 con la posa della prima pietra della chiesa parrocchiale, ad opera dell'Ente Ferrarese di Colonizzazione, istituito il 7 ottobre 1933 dal regime fascista per dare una risposta alla popolazione in eccesso della Provincia di Ferrara e diminuire le tensioni sociali.

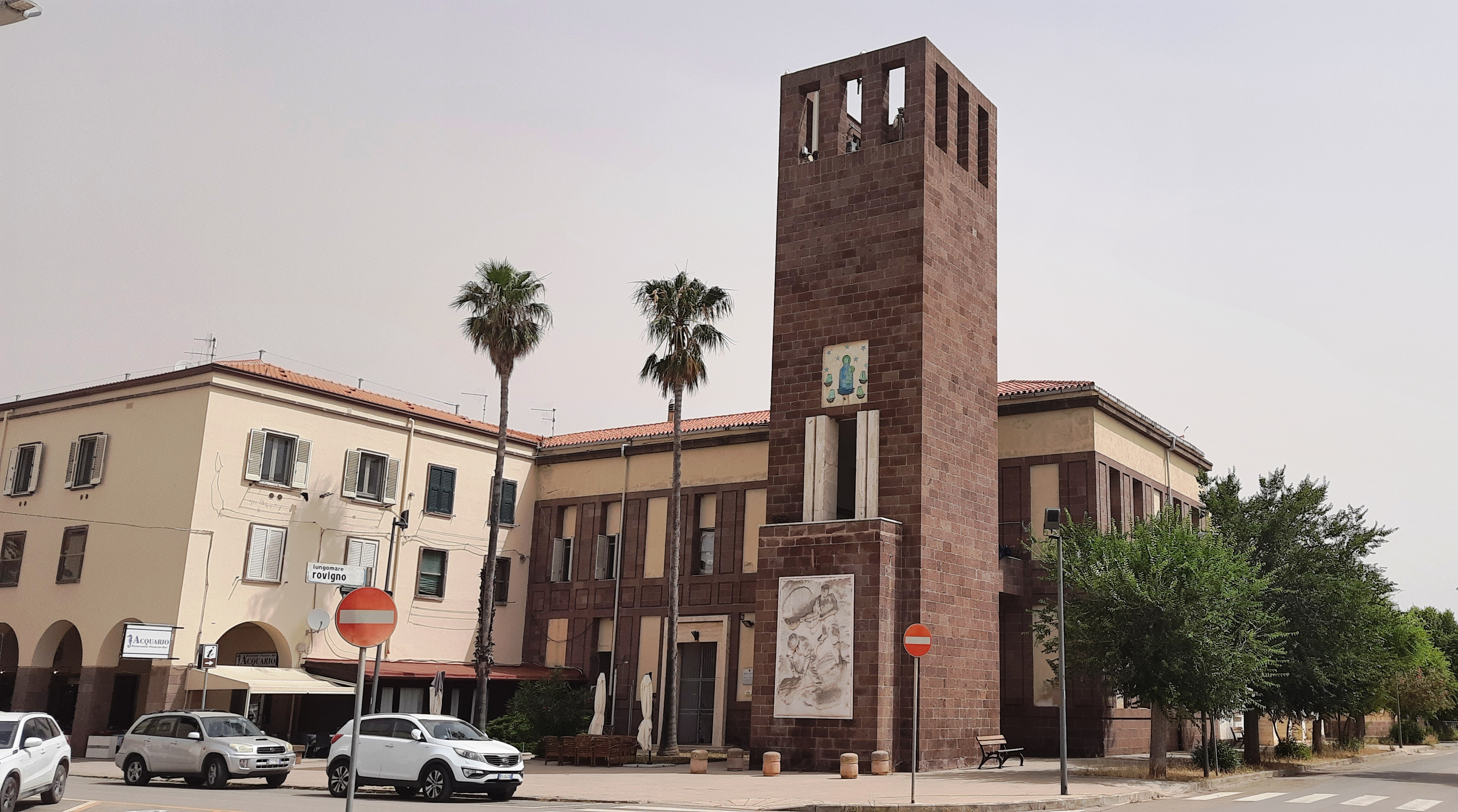
Torre comunale ex torre littoria

Dopo i primi arrivi di emigrati ferraresi, lo scoppio della Seconda guerra mondiale paralizzò di fatto l'opera di colonizzazione, così che la maggior parte degli edifici rimase di fatto inutilizzata.
Durante la guerra, Fertilia divenne uno dei campi di concentramento per slavi, perlopiù croati.
Nel secondo dopoguerra sarebbero invece stati gli esuli di Istria e Dalmazia a popolare la borgata, facendola diventare un microcosmo simile a quello catalanofono di Alghero.
Ereditando la tradizione veneta dei nuovi arrivati, la borgata è stata dedicata a San Marco e ivi campeggia un leone alato suo simbolo, proprio al centro del belvedere. Particolarità della borgata è che tutte le vie e le piazze richiamano luoghi o avvenimenti storici del Veneto e della Venezia Giulia.

## Monumenti e luoghi d'interesse
La borgata, realizzata su progetto del gruppo 2PST Concezio Petrucci, Mosè Tufaroli, Emanuele Filiberto Paolini e Riccardo Silenzi, si erge in uno stile sobrio, tipico dell'architettura del periodo fascista, e tutto è costruito con trachite rosa che ricorda le costruzioni di altre città di fondazione come Carbonia e Arborea.
Creata sul modello della città giardino di Ebenezer Howard, conserva i caratteri dell'architettura razionalista del ventennio.

### Architetture religiose

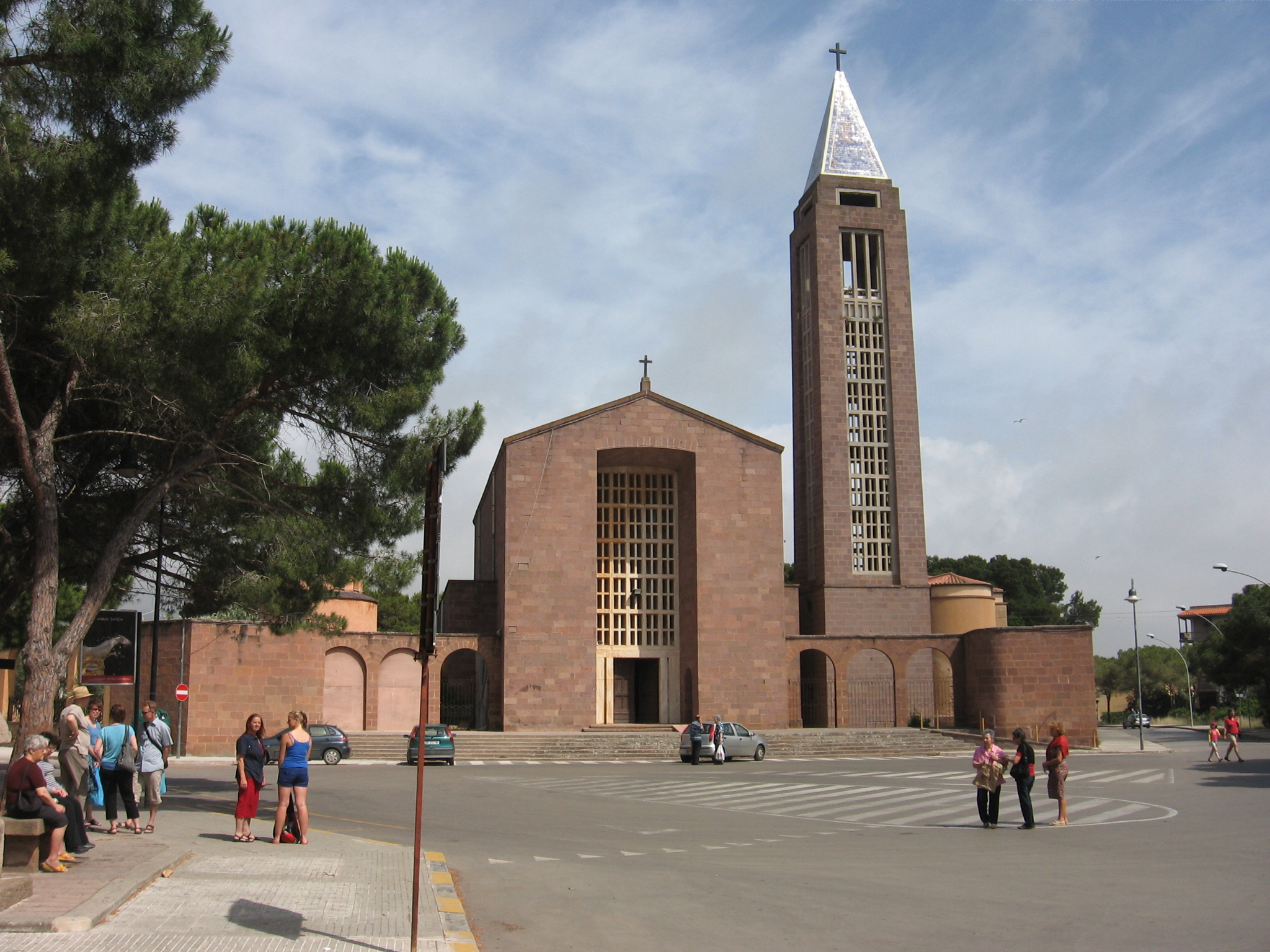
San Marco, la chiesa principale

- Chiesa di San Marco: la chiesa parrocchiale di San Marco è l'edificio di culto principale di Fertilia. Dedicata in un primo tempo al Sacro Cuore, con l'arrivo dei coloni veneti fu associata anche a San Marco evangelista.

La chiesa era stata progettata dall’architetto Arturo Miraglia. La costruzione inizia l'8 marzo 1936. È caratterizzata da una facciata a capanna interrotta con un profondo vano ad arco a tutto sesto che racchiude l'ingresso dall'ampia vetrata.
Nel 1957 viene aggiunto il campanile (22 metri) che porta evidenti richiami ad analoghe strutture venete: la parte alta ricorda infatti il campanile della Basilica di San Marco a Venezia.
All'interno l'opera più importante è il mosaico sull'altare maggiore di Gesù Risorto con angeli. Commissionato nel 1939 e realizzato dal pittore sardo Giuseppe Biasi, uno dei più importanti dell'isola. I quattro evangelisti presenti nell'arco del presbiterio sono opera giovanile di Sergio Zidda. Quasi tutto il resto dell'edificio è stato decorato dal famoso scultore-ceramista di Sassari Giuseppe Silecchia. Il battistero è stato invece dipinto nel 1950 da Dante Pantaleoni.

### Siti archeologici

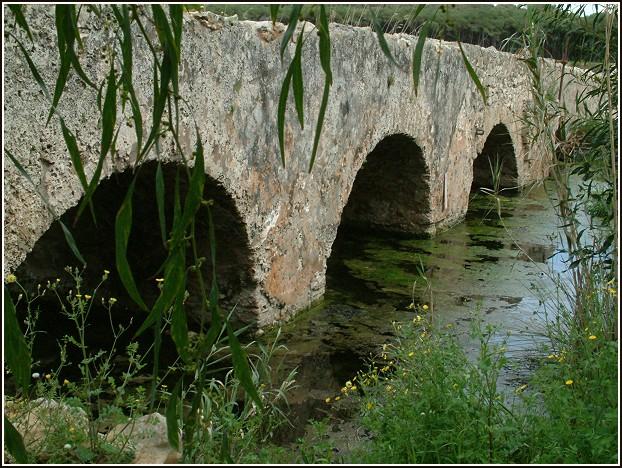
Il ponte romano sullo stagno del Calich

#### Ponte romano
Nei pressi di Fertilia, sullo stagno di Calich, è presente un antico ponte di origine romana ricostruito in epoca medievale. Dagli scavi e dagli studi effettuati in situ, le fondazioni delle prime sette arcate risalgono al periodo romano.

## Sport
La squadra locale di calcio era la Società Sportiva Fertilia 1965, il cui simbolo fu il leone alato di San Marco, “importato” dagli esuli di Istria e Dalmazia durante il loro esodo verso la Sardegna. Caratterizzata dai colori sociali giallo e blu, la società partecipò anche a otto campionati di Serie D.

## Galleria d'immagini

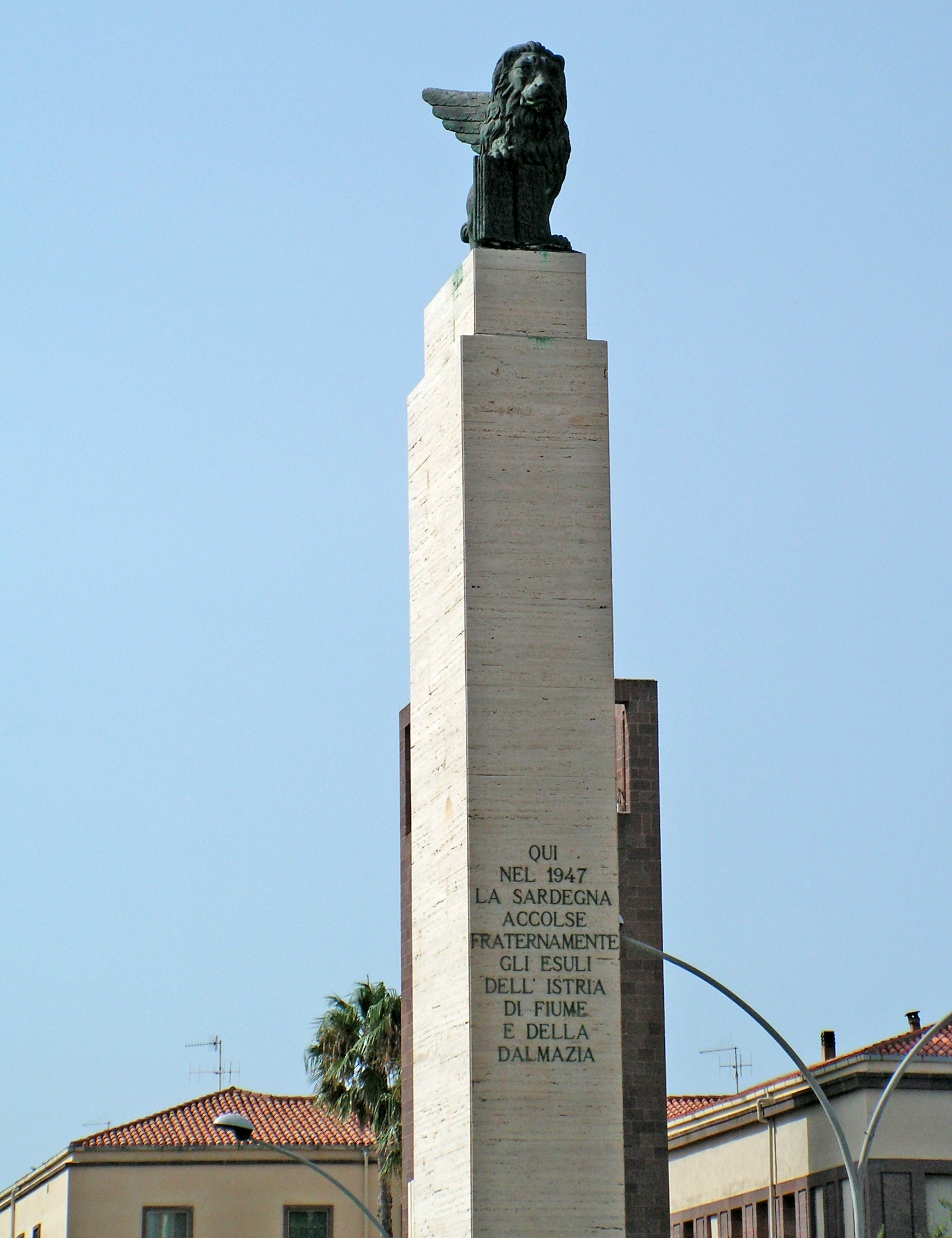
Colonna commemorativa dell'Esodo Istriano
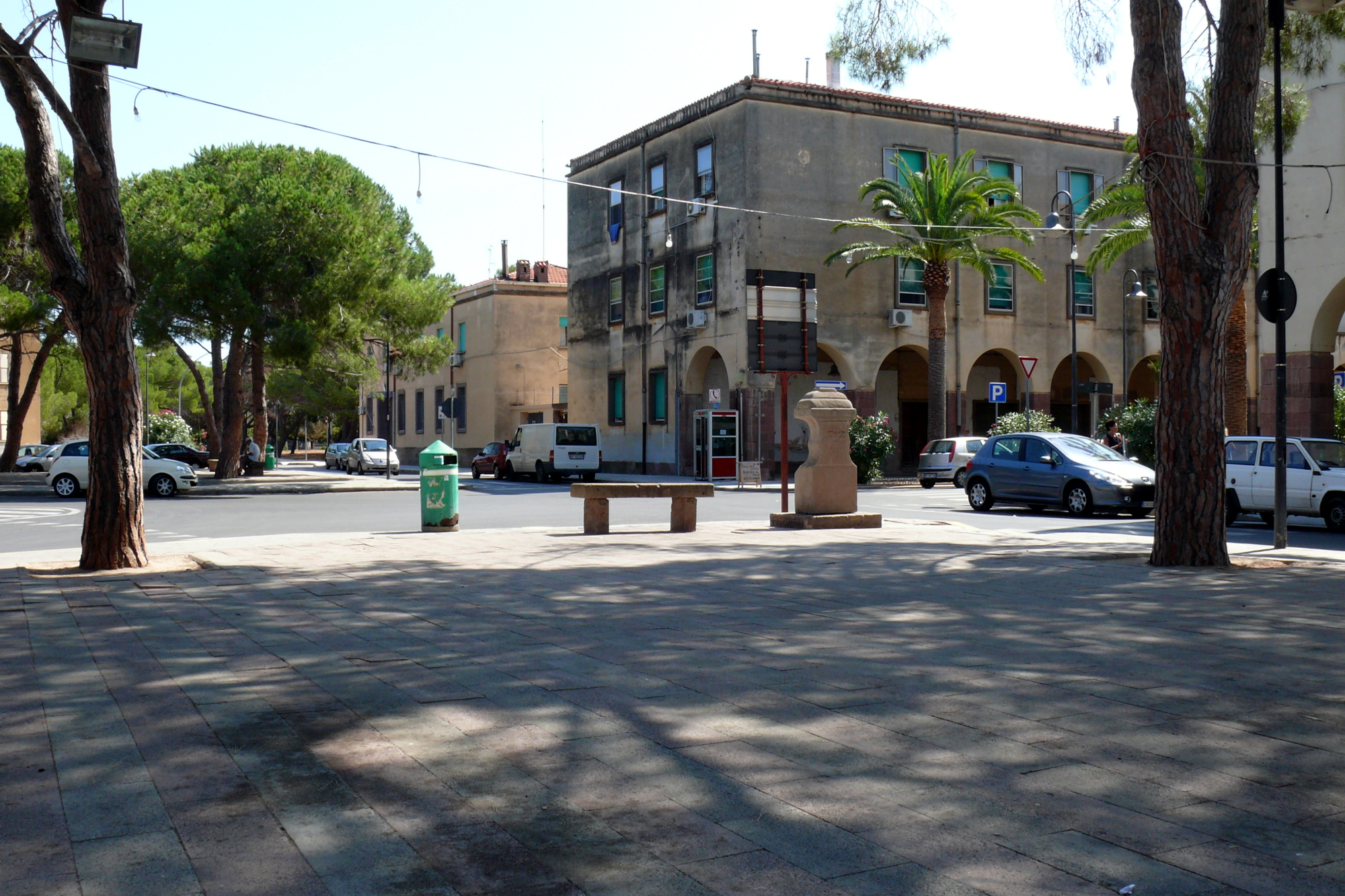
Veduta di Piazza Venezia Giulia
IPZS Roma 2007, A.M. Maresca